# Kožovec rybí
Kožovec rybí (Ichthyophthirius multifiliis) je nálevník, který ve vegetativním stadiu parazituje v kůži mnoha druhů ryb a je původcem ichtyoftiriózy. Kožovec rybí měří do 1 mm a lokalizuje se v kůži, na žábrách či ploutvích ryb, což se navenek projevuje jako mléčně bílé tečky laicky zvané krupice nebo krupička. Napadené ryby se otírají o substrát a jsou neklidné. Při masivním napadení kožovcem může docházet k úhynu ryb. Vnímavé jsou především ty druhy ryb, které mají drobné šupiny, případně nemají šupiny vůbec (sumci, sekavky apod.), nebo ryby, které následkem stresu, transportu apod. ztratily ochranný slizový obal.
Vývojový cyklus: Na rybě parazituje trofont, přisedlé stádium, pro které je charakteristický stočený tvar připomínající podkovu. Narušuje pokožku a škáru a po jeho odpadnutí tvoří ranka vstupní bránu sekundární bakteriální nebo plísňové infekci. Po dosažení velikosti 1 mm se trofont aktivně uvolní a usadí se na dně. Vytvoří hlenem obalenou cystu zvanou tomont a namnoží se až na 2000 drobných tomitů. Následně se tomiti z cysty uvolní a mění se na volně pohyblivé theronty. Theronti aktivně vyhledávají hostitele, uchycují se na něm a přechází opět do stádia trofontu, čímž se cyklus uzavírá. Pokud theront nenajde vhodného hostitele do tří dnů, tak uhyne. Délka vývojového cyklu kožovce je velice ovlivněná teplotou vody. Při teplotě okolo 10 °C trvá až 35 dní, při teplotě 26 °C trvá jen několik hodin. Aplikovaná léčiva hubí pouze pohyblivá stádia (theronty). Při nepříznivých podmínkách může kožovec zůstat v rozmnožovací cystě (tomontu) zapouzdřený delší dobu. Při zlepšení podmínek tak může i po zdánlivém vymizení nemoci dojít k masivní infekci.